# 服部加奈子
服部 加奈子（はっとり かなこ、4月19日 - ）は、日本の元女性声優。愛知県出身。

## 経歴
デビュー時からアーツビジョンに所属していたが、2010年8月1日付けの自身のブログで声優業を春頃に引退していたことを公表した。持ち役だった『BLEACH』の矢胴丸リサ役は、278話から石塚さよりが引き継いだ。

## 出演
太字はメインキャラクター。

### テレビアニメ
- D・N・ANGEL（小さい女の子）
- やっとかめ探偵団（市川秀美）

2001年
- 地球防衛家族（コンサートの観客）

2002年
- 朝霧の巫女（脇谷愛子）
- 陸上防衛隊まおちゃん（委員長、生徒C）

2003年
- R.O.D -THE TV-（女子A）
- Weiß kreuz Glühen（役名表記なし）
- GAD GUARD（友人）
- D.C. 〜ダ・カーポ〜（ともちゃん）
- ぽぽたん（男子生徒）

2004年
- 花右京メイド隊 La Verite（メイドC、コマケ客）

2005年
- かみちゅ!（シカ、女子生徒）
- D.C.S.S. 〜ダ・カーポ セカンドシーズン〜（ともちゃん）

2006年
- 金色のコルダ〜primo passo〜（新見晶、野崎理絵）

2007年
- BLEACH（矢胴丸リサ〈初代〉）

2008年
- ネオ アンジェリーク Abyss -Second Age-（少女）

### OVA
- アカネマニアックス（2004年、女生徒A）
- D.C.if 〜ダ・カーポ イフ〜（2008年、ともちゃん）

### ゲーム
2001年
- ときめきメモリアル3 〜約束のあの場所で〜（河合理佳）

2003年
- ガチャフォース（黒川うさぎ）
- D.C.P.S. 〜ダ・カーポ〜 プラスシチュエーション（ともちゃん）

2004年
- 帝国千戦記 PS2版（鶴考藍）

2005年
- D.C. Four Seasons 〜ダ・カーポ〜 フォーシーズンズ（ともちゃん）

### 吹き替え
- ヘラクレス（女性）

### ドラマCD
2005年
- V・B・ローズ（生徒たち）※2005年花とゆめ20号付録

2006年
- 君と僕。　高校生篇1（女子園児）

### パチスロ
- 怒濤の剣（クレオパトラ）
- モエるまりんバトる（ミオ艦長）

### その他
- 幻想郷ミソギバライ（2009年、八雲藍、八坂神奈子）

## ディスコグラフィ

### 歌手参加作品
| 発売日  | 商品名                                      | 歌         | 楽曲                     | 備考                                                     |
| 2002年  | 2002年                                      | 2002年     | 2002年                   | 2002年                                                   |
| ------- | ------------------------------------------- | ---------- | ------------------------ | -------------------------------------------------------- |
| 3月6日  | ときめきメモリアル3 もえぎの音楽だより第2集 | 服部加奈子 | 「ドキドキ・メカニズム」 | ゲーム『ときめきメモリアル3 〜約束のあの場所で〜』関連曲 |
| 8月22日 | ときめきメモリアル3 もえぎの音楽だより第3集 | 服部加奈子 | 「解けないキモチ」       | ゲーム『ときめきメモリアル3 〜約束のあの場所で〜』関連曲 |